# Ayron Verkindere
Ayron Verkindere (17 mei 1997) is een Belgisch voetballer die als  middenvelder speelt. 

## Profloopbaan
Verkindere debuteerde op 12 april 2014 op de 3e speeldag van play-off 2 in de Jupiler Pro League. Cercle verloor thuis met 2-4 van Sporting Charleroi. Verkindere viel aan de rust bij een 1-3 achterstand in voor verdediger Nuno Reis. Op 19 maart 2014 kreeg hij zijn eerste basisplaats. Hij speelde 74 minuten mee tegen Sporting Charleroi, waarna hij werd vervangen door Arne Naudts. Verder doorliep Verkindere alle jeugdreeksen van het nationale elftal waarmee hij in 2015 de Suwon Cup in Zuid-Korea won. 
Na drie jaar als profvoetballer te hebben gewerkt kreeg hij geen nieuw contract en kwam zijn profloopbaan ten einde. In 2016 speelde hij nog als amateur bij 
KFC Izegem en het jaar er op bij KVK Westhoek. Vanaf 2020 speelde hij als amateur bij KFC Merelbeke. Vanaf juni komt hij uit voor KM Torhout. 